# Beniarbeig
Beniarbeig község Spanyolországban, Alicante tartományban. Lakosainak száma 2384 fő (2024). Beniarbeig Benidoleig, Benimeli, Ondara, Pedreguer, Sanet y Negrals és El Verger községekkel határos.

## Népesség
A település lakosságának változását az alábbi diagram mutatja:
| Lakosok száma | 1254 | 1455 | 1615 | 1997 | 1883 | 1859 | 1917 | 2092 | 2227 | 2384 |
|               | 2001 | 2004 | 2006 | 2009 | 2011 | 2014 | 2016 | 2019 | 2021 | 2024 |